# Kalle (Fluss)
Die Kalle ist ein 19,6 km langer, orografisch linker Nebenfluss der Weser in Nordrhein-Westfalen. Sie entspringt als Osterkalle an den Ausläufern des Weserberglandes. Mit der Mündung der 9,9 km langen Westerkalle wird der Fluss nach einer Flussstrecke von 15,7 km Kalle genannt. (52° 9′ 32″ N, 8° 57′ 6″ O) Die Kalle und ihre Zuflüsse liegen Großteils im Landschaftsschutzgebiet Kalle/Osterkalle/Westerkalle.

## Name
Der Fluss wird im Jahr 1325 (aque dicte Kalle) erstmals schriftlich erwähnt. Der Name beruht auf dem germanischen Wortstamm *kal-a- mit der Bedeutung 'frieren, kalt werden'.

## Lage
Die Kalle befindet sich im Kreis Lippe an den Ausläufern des Weserberglandes. Nahe der Ortschaft Kalldorf mündet sie kurz nach der Vereinigung der Quellbäche auf einer Höhe von etwa 48 Metern über NN östlich der Kleinstadt Vlotho in die Weser.
Sie besteht aus den beiden Quellbächen Westerkalle, im Oberlauf auch Kallbach genannt, und Osterkalle.
Die Westerkalle entspringt etwa 2,5 Kilometer südlich von Hohenhausen auf einer Höhe von etwa 190 Metern und hat bis zur Weser eine Länge von etwa 12 Kilometer. Die Länge der etwas längeren Osterkalle beträgt von der Quelle bis zur Mündung in die Weser etwa 16 Kilometer. Sie entspringt auf einer Höhe von etwa 240 Metern südöstlich der Ortschaft Lüdenhausen.

## Sonstiges
Die Kalle gab der am 1. Januar 1969 aus mehreren ehemals selbständigen Gemeinden neu gegründeten Großgemeinde Kalletal ihren heutigen Namen.